# Trichosia trapezia
Trichosia trapezia är en tvåvingeart som beskrevs av Yang, Zhang och Yang 1993. Trichosia trapezia ingår i släktet Trichosia och familjen sorgmyggor.
Artens utbredningsområde är Guizhou (Kina). Inga underarter finns listade i Catalogue of Life.